# Poznanovići
Poznanovići (cyr. Познановићи) – wieś w Bośni i Hercegowinie, w Republice Serbskiej, w gminie Srebrenica. W 2013 roku liczyła 67 mieszkańców.